# Family Business
Pour les articles homonymes, voir Affaire de famille et Family Business (série télévisée).
Pour plus de détails, voir Fiche technique et Distribution.
Family Business (ou Affaire de famille au Québec et au Nouveau-Brunswick) est un film américain réalisé par Sidney Lumet et sorti en 1989. Il s'agit d'une adaptation du roman du même nom de Vincent Patrick, qui signe lui-même le scénario.
Le film raconte l'histoire d'un vieux cambrioleur (Sean Connery) qui organise un ultime casse avec son fils qui le hait (Dustin Hoffman) et son petit-fils (Matthew Broderick) qui le vénère.

## Synopsis
Les McMullen forment une drôle de famille. Jesse (Sean Connery), le grand-père d'origine écossaise, est un sympathique et incorrigible escroc et cambrioleur. Vito (Dustin Hoffman), son fils, a, quant à lui, réussi à se construire une existence bourgeoise et douillette grâce à son commerce de viande en gros. Adam (Matthew Broderick), fils de Vito, est quant à lui un brillant étudiant en biologie. Il n'a que du mépris pour le confort cotonneux dans lequel évolue son père. Afin de s'en éloigner définitivement, Adam décide de mettre un terme à ses études. Et désireux de suivre les traces de Jesse, il propose au grand-père un coup audacieux, qui pourrait leur rapporter jusqu'à un million de dollars. Vito se joint à eux afin de protéger son rejeton.

## Fiche technique
Sauf indication contraire, les informations mentionnées dans cette section peuvent être confirmées par la base de données cinématographiques IMDb,  présente dans la section « Liens externes ».
- Titre original et français : Family Business
- Titre québécois : Affaire de famille
- Réalisation : Sidney Lumet
- Scénario : Vincent Patrick, d'après son roman Family Business paru en 1985
- Musique : Cy Coleman
- Photographie : Andrzej Bartkowiak
- Producteur : Lawrence Gordon
- Sociétés de production : TriStar, Gordon Company, Regency International Pictures, The A. Milchan Investment Group
- Société de distribution : TriStar (États-Unis)
- Pays d'origine :  États-Unis
- Langue originale : anglais
- Format : couleur — 35 mm — 1,85:1 — son : Dolby Stereo
- Genre : comédie dramatique, film de casse, néo-noir
- Durée : 110 minutes
- Dates de sortie :
  - France : 13 décembre 1989
  - États-Unis : 15 décembre 1989

## Distribution
- Sean Connery (VF : Jean-Claude Michel) : Jessie McMullen
- Dustin Hoffman (VF : Dominique Collignon-Maurin) : Vito McMullen
- Matthew Broderick (VF : Bernard Gabay) : Adam McMullen
- Rosanna DeSoto (en) (VF : Annie Balestra) : Elaine, la femme de Vito
- Janet Carroll (en) (VF : Paule Emanuele) : Margie, la compagne de Jessie
- Victoria Jackson (VF : Marie-Christine Robert) : Christine, la compagne d'Adam
- B. D. Wong : Jimmy Chiu, l'ancien professeur d'Adam
- Bill McCutcheon (en) (VF : René Bériard) : Danny Doheny
- Luis Guzmán : Torres
- Salem Ludwig (VF : Maurice Chevit) : Nat Gruden, le père d'Elaine
- Marilyn Cooper : Rose Gruden, la mère d'Elaine
- Rex Everhart (VF : Yves Barsacq) : Ray Garvey
- Isabell O'Connor (VF : Émilie Benoît) : le juge au premier procès
- James Tolkan (VF : Georges Berthomieu) : le juge au second procès
- Ed Crowley (VF : Marc de Georgi) : Charlie

## Production
Ce film marque la cinquième et dernière collaboration entre Sidney Lumet et Sean Connery après La Colline des hommes perdus (1965), Le Dossier Anderson (1971), The Offence (1972) et Le Crime de l'Orient-Express (1974).

### Tournage
Le tournage a lieu à New York (Manhattan, Long Island) ainsi qu'à Jersey City.